# Kunsthaus Rietberg – Museum Wilfried Koch

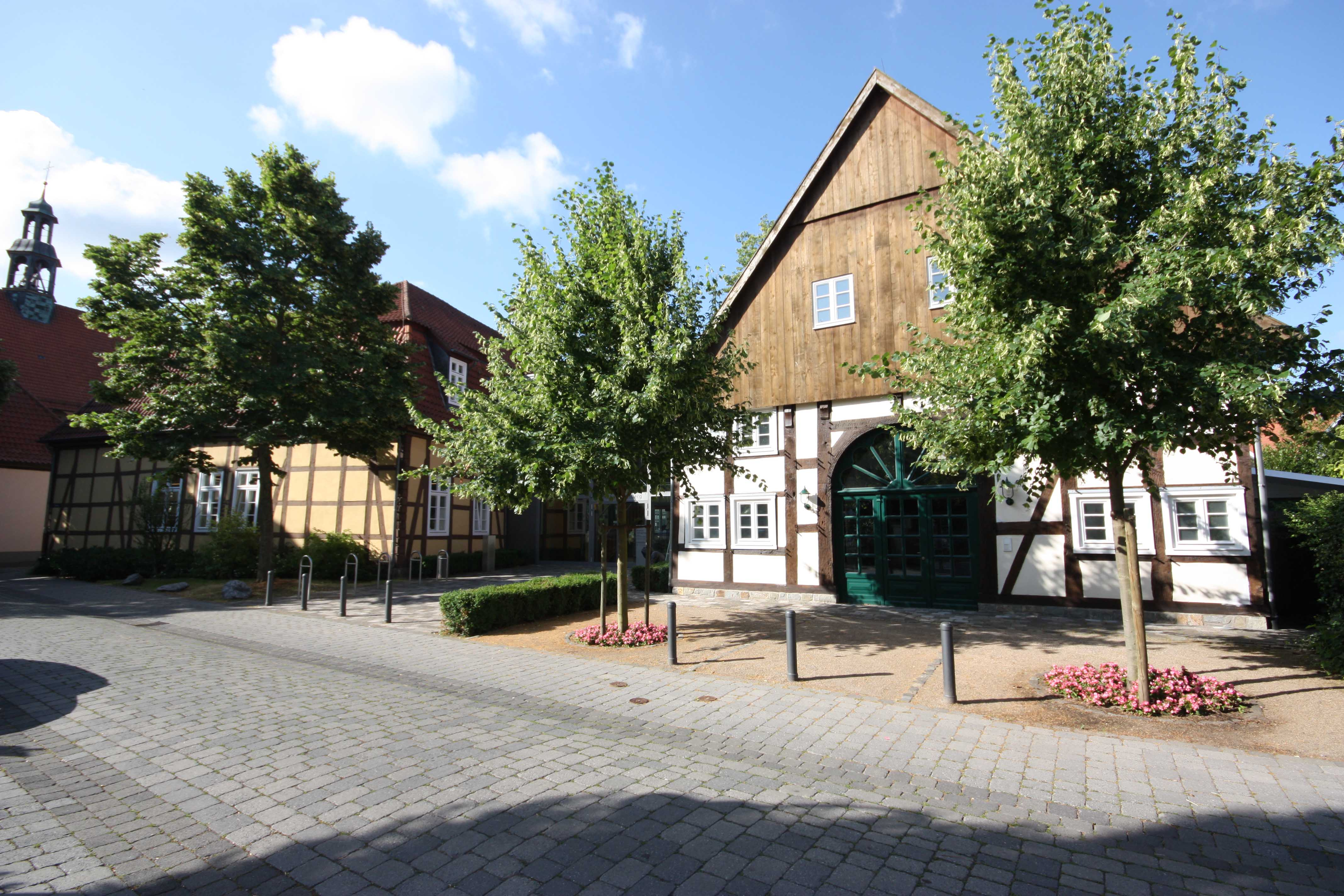

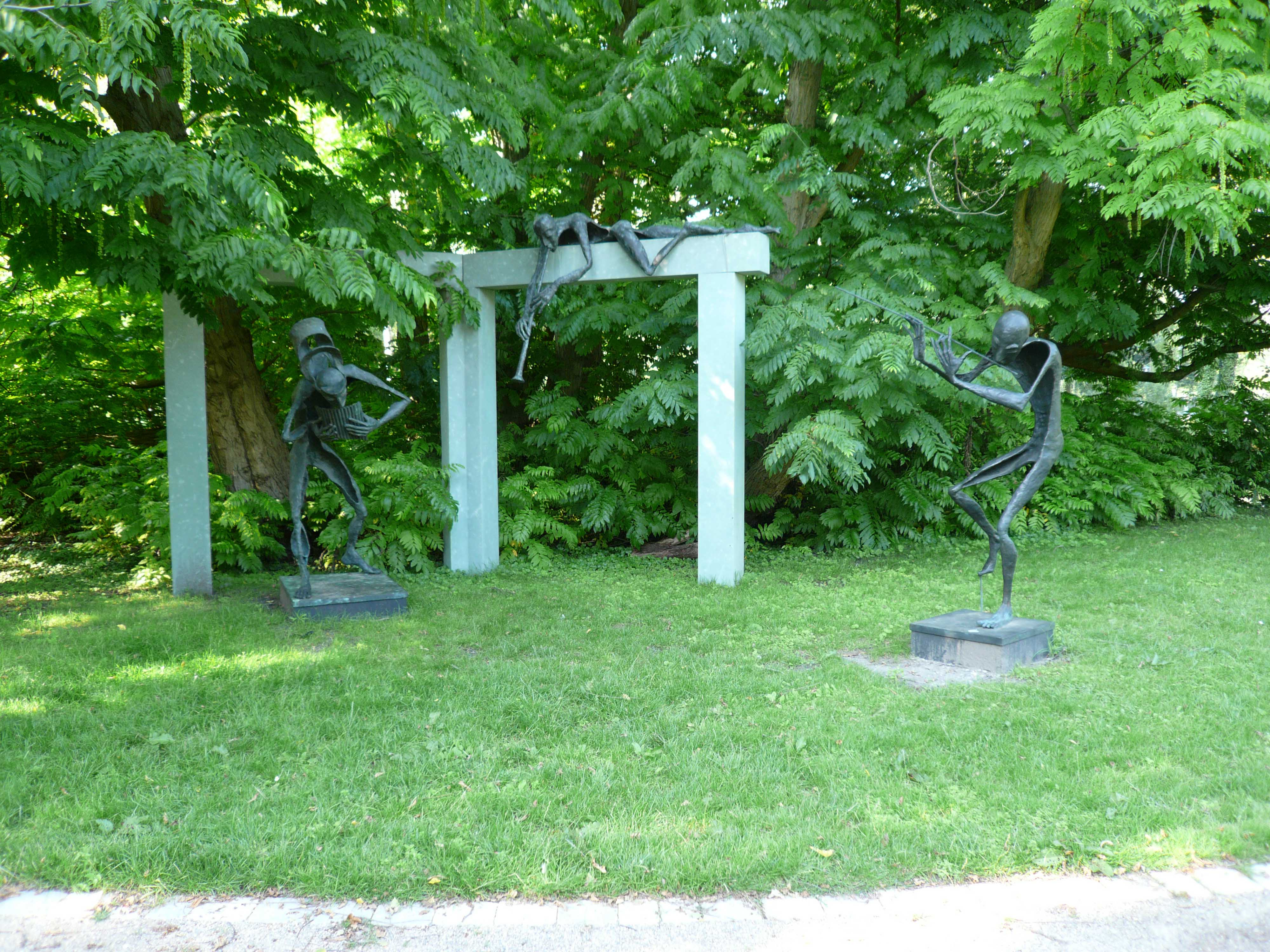

Das Kunsthaus Rietberg – Museum Wilfried Koch ist ein Museum zu Leben und Werk des Künstlers Wilfried Koch im ostwestfälischen Rietberg.

## Geschichte
Im Jahre 2007 wurden mit dem „Kunsthaus Rietberg – Museum Wilfried Koch“ und dem „Klostergarten – Skulpturenpark Wilfried Koch“ zwei Kulturprojekte eingeweiht. Das Museum Wilfried Koch entstand in einem Rietberger Ackerbürgerhaus aus dem Jahr 1767 (Inschrift), das über eine durchgehende Deele verfügt. Das Haus beherbergt das malerische und zeichnerische Werk des Künstlers Wilfried Koch, ergänzt um Unterlagen und Dokumente zu seiner Person und zu seinen wissenschaftlichen Arbeiten, die durch eine Zustiftung der Eheleute Koch der Sparkassenstiftung zur Verfügung gestellt wurden.

## Konzept
Die Stadt Rietberg präsentiert in Zusammenarbeit mit der Stiftung der Sparkasse Rietberg rund um das Kunsthaus und im Rietberger Klostergarten 19 Bronzeskulpturen des Künstlers. Rund 100 Gemälde und rund 700 Zeichnungen werden in wechselnden Ausstellungen im Museum präsentiert. Nach einem Rundgang durch das Museum kann man den Kunsthausgarten besichtigen, der zwischen dem Alten Progymnasium und dem Rietberger Heimathaus liegt. Der Klostergarten an der Ems, der bis 1975 von den Franziskanern genutzt wurde, bevor er mit der Aufhebung des Klosters geschlossen wurde, erwachte 2007 aus einem über dreißig Jahre dauernden Dornröschenschlaf. Mit Hilfe des Programms „Neue ‚Alte‘ Gärten“ in Ostwestfalen-Lippe konnte dieser in die Gegenwart überlieferte innerstädtische Naturraum wiederhergestellt und zu einem öffentlichen Park umgestaltet werden. In Verbindung mit den Skulpturen von Koch ist auf diese Weise ein Verweil- und Erholungsort für die Bewohner des historischen Stadtkerns von Rietberg und seiner Besucher entstanden.